# Оконная проституция
Око́нная проститу́ция (нидерл. Raamprostitutie, англ. Window prostitution) — разновидность проституции в Европе.
Данная форма проституции широко распространена в Нидерландах и соседних странах. Проститутка самостоятельно арендует помещение с окном, выходящим на улицу, и «рабочее место» — на определенный период времени, чаще всего на сутки или часть их. Также самостоятельно, без посредников, привлекает клиентов и договаривается с ними об услугах и цене за них. По окнам можно судить о занятости проститутки — если окно светится, но задернуто, значит, процесс идёт. Незашторенное окно говорит о свободном месте.
Этот вид проституции возник с молчаливого согласия владельцев красных фонарей в Амстердаме. В настоящее время такой деятельностью занимается около двадцати процентов проституток страны. Базовая цена за услуги «оконной проституции» составляет от 25 до 50 евро за 20 минут.
Интересно, что в Голландии «оконная проституция» используется не только в обычных зданиях на улицах городов, но и на специальных плавучих средствах.

## В странах
Этот вид проституции используется не во всех городах. В числе стран и городов с этим сервисом:
1. Нидерланды — Амстердам, Харлем, Гронинген, Херенвен, Эйндховен.
2. Бельгия — Антверпен, Брюссель, Гент, Шарлеруа.
3. Германия — 
  - федеральная земля Бавария: Нюрнберг;
  - федеральная земля Бремен: Бремен, Бремерхафен;
  - федеральная земля Гамбург: Гамбург (улица Хербертштрассе[нем.] в квартале Санкт-Паули);
  - федеральная земля Нижняя Саксония: Брауншвейг, Ганновер;
  - федеральная земля Северный Рейн-Вестфалия: Аахен, Бохум, Дортмунд, Дуйсбург, Дюссельдорф, Оберхаузен, Эссен.

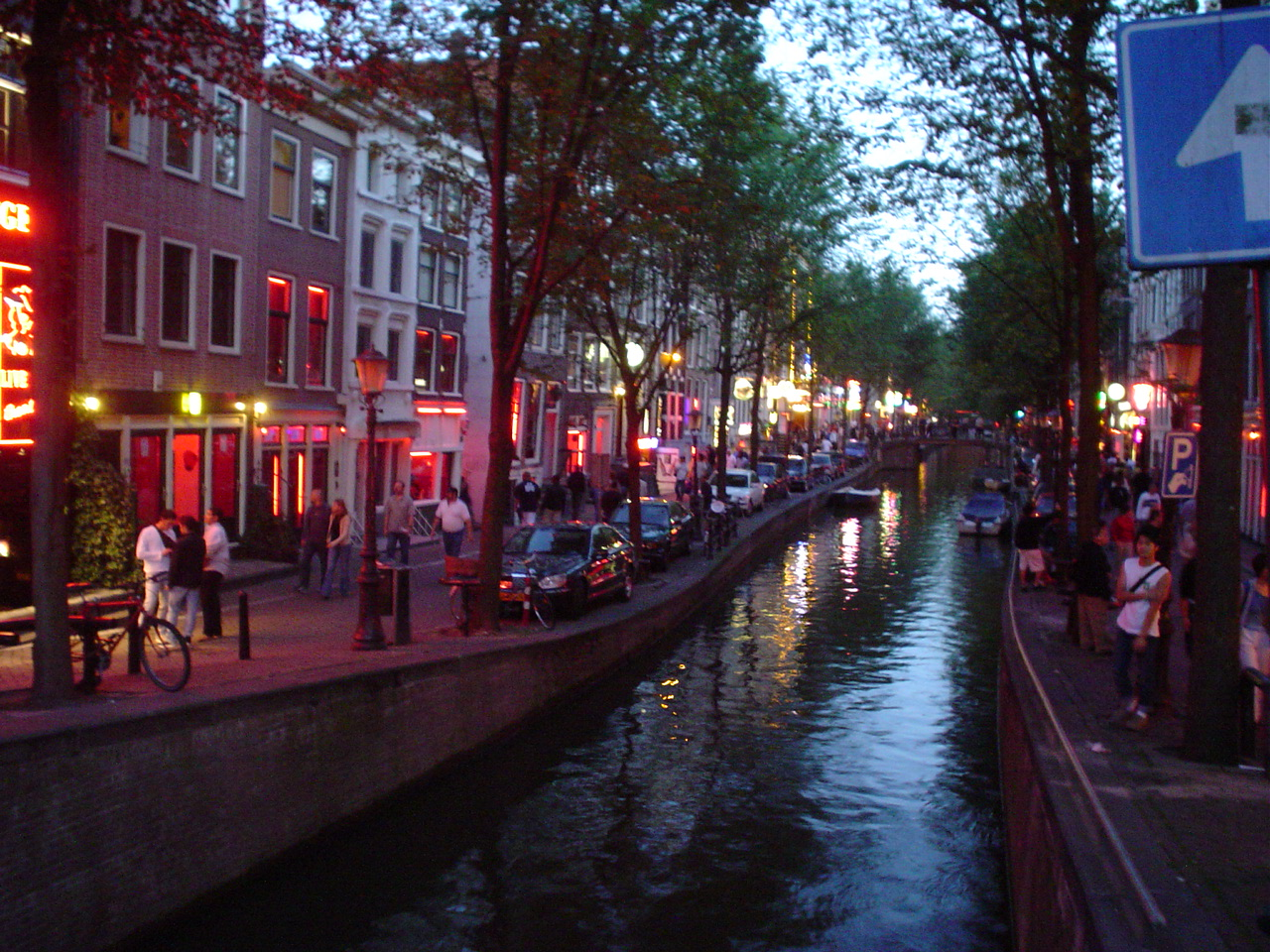
Квартал красных фонарей в Амстердаме
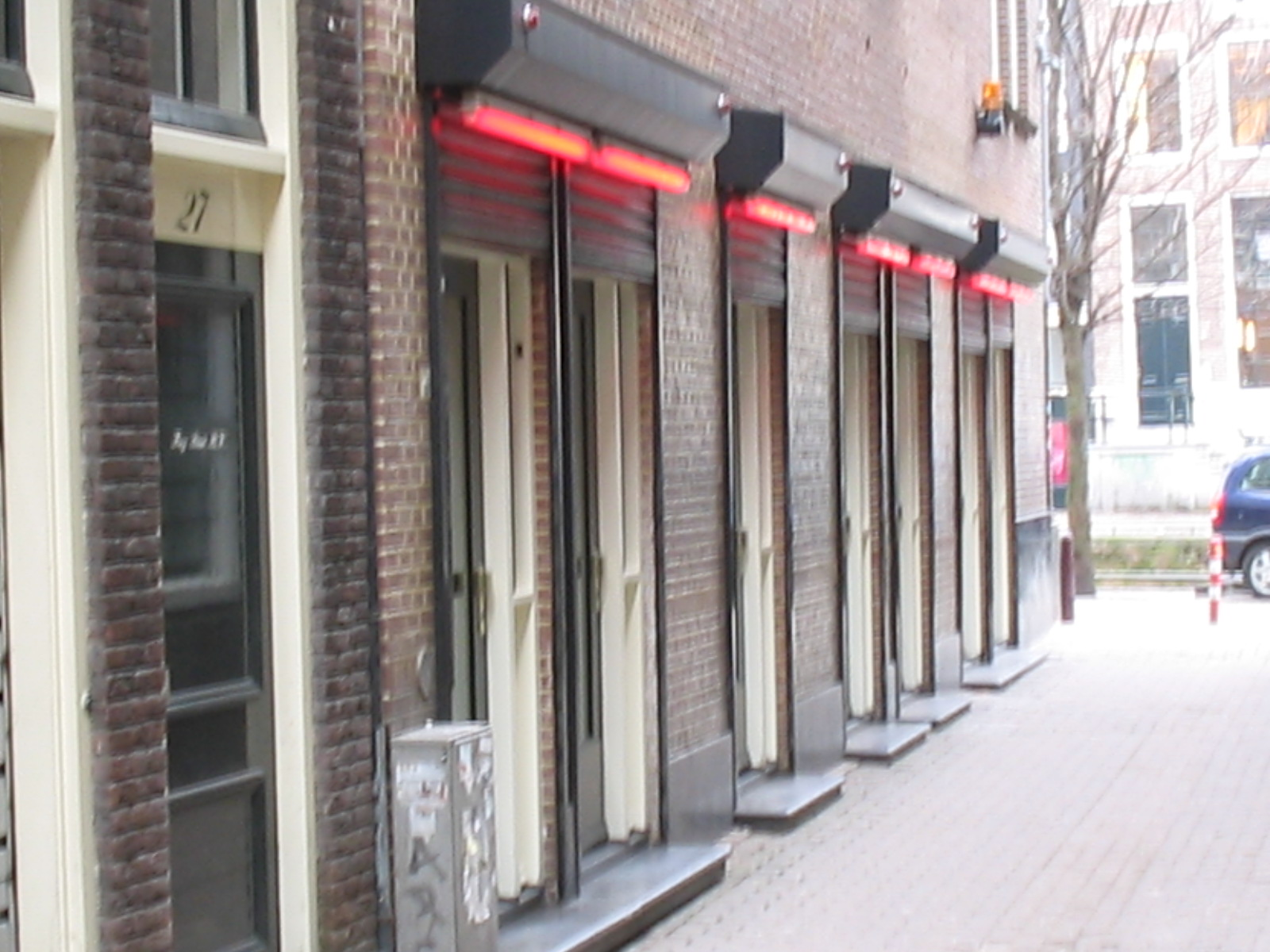
Помещения красных фонарей в Амстердаме
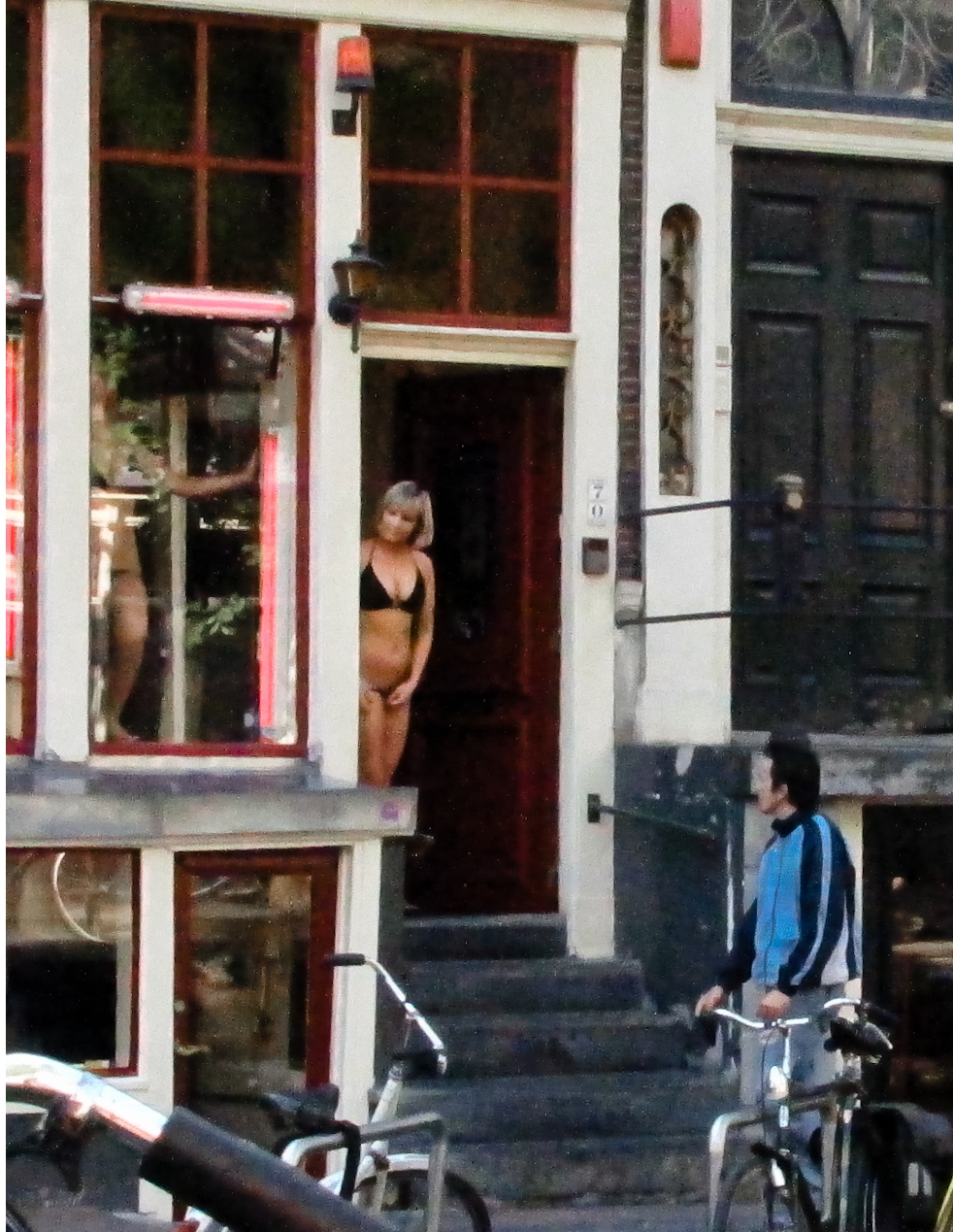